# Joods Lyceum (Arnhem)
Het Joods Lyceum was een Joodse middelbare school in Arnhem, die tijdens de Tweede Wereldoorlog van 1941 tot 1943 in gebruik was.

## Voorafgaand
Na de bezetting van Nederland door nazi-Duitsland werden steeds meer anti-Joodse maatregelen doorgevoerd met als doel de rechten van Joden te beperken. Per 1 september 1941 mocht van Reichskommissar Arthur Seyss-Inquart geen enkel Joods kind meer op een niet-Joodse school zitten. Joodse kinderen moesten voortaan naar Joodse scholen met uitsluitend Joodse leerlingen en docenten

## De school
In Arnhem werd een lagere school, een ulo en een lyceum opgericht. Voor andere soorten scholen waren er te weinig leerlingen in Arnhem en omgeving. Burgemeester Henri Bloemers vroeg Alexander Roselaar rector van de school te worden.
Aanvankelijk werd de school gevestigd op een bovenverdieping op de Kortestraat, maar de school verplaatste al snel naar een oud herenhuis aan de Marktstraat 12. Bij aanvang telde het lyceum achtenzeventig leerlingen en achttien leraren. Leerlingen kwamen uit de wijde omgeving van Arnhem, zoals Dieren, Nijmegen, Zutphen en Doetinchem. Alle vakken voor HBS-A en HBS-B, de MMS en gymnasium α en gymnasium β werden gegeven. Bijna alle docenten waren bevoegd.
Vanaf september 1942 begon het leerlingenaantal snel te krimpen doordat leerlingen en docenten ofwel onderdoken of naar een concentratiekamp werden overgebracht. Op 9 april 1943 besloot de Duitse bezetter dat alle Joden die nog verbleven in de noordelijke provincies, Overijssel en Gelderland overgebracht moesten worden naar Kamp Vught. Daarmee kwam er een einde aan het Joods Lyceum.